# Costellazioni (singolo Antonino Spadaccino)
Costellazioni è il settimo singolo del cantante italiano Antonino Spadaccino, pubblicato ed entrato in rotazione radiofonica il 1º luglio 2011.
Il singolo è stato scritto dal cantante assieme a Fortunato Zampaglione, Mattia Del Forno e Fabrizio Ferraguzzo ed è stato presentato per la prima volta in occasione del Nokia Amici in Tour, nel 2011.
Le musiche sono state affidate interamente a Fortunato Zampaglione.

## Tracce
Download digitale
1. Costellazioni - 3:03